# Latemar
De Latemar is een berg in het Eggental (Val d'Ega) (Zuid-Tirol, Trentino-Zuid-Tirol, Italië) met een hoogte van 2842 meter. De berg is een populaire mountainbike-, wandel- en skibestemming. Aan de voet liggen het dorp Obereggen en het Ski Center Latemar. De Latemar vormt met tientallen pieken in de nabijheid de Latemargroep.

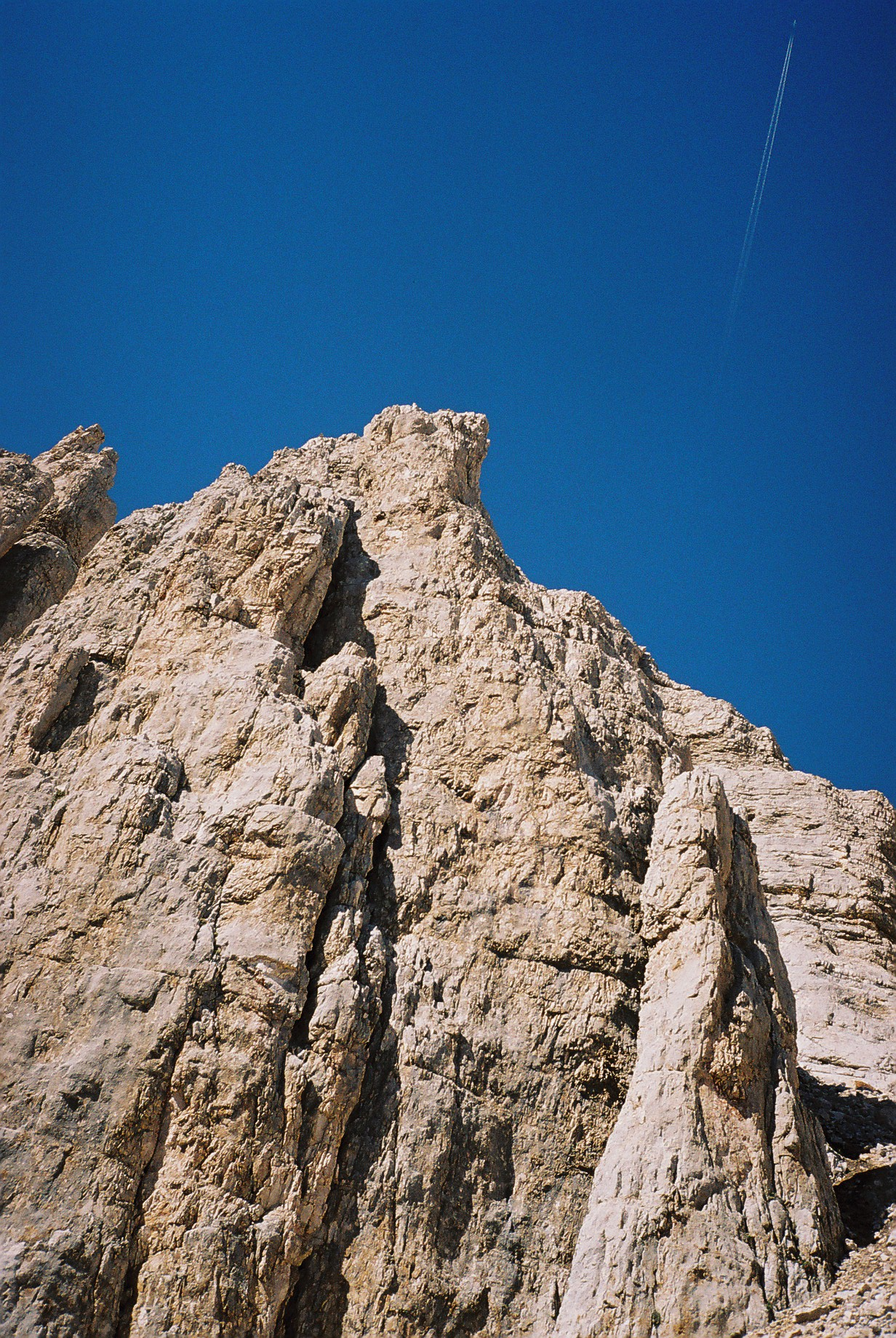
Typisch stukje Latemarpanorama